# Смиљевац (капа)
Смиљевац представља врсту женске капе ношене у склопу народне ношње у Србији. Он спада у категорију невестинских капа.  Ове капе су већих димензија, често су имале кићанке низ слепоочнице и посебно их карактерише то да су све биле украшаване смиљем и новчићима. По својој величини и украсима подсећају на капу звану тарпош, али нешто другачијег облика. Ова врста капе ношена је од средњег века до почетка XIX.

## Смиљевци у различитим крајевима
Оглавље, однсоно капе, типа смиљевац су се носиле  широм Србије и у зависности од краја до краја изгледале су различито. У основи све су имале смиље и новчиће и представљале су пре свега неке врсте капа чији је главни и најукрашенији део био на самом врху главе и напред, док је потиљак главе неретко био покриван нашивеном марамом-тзв.убрадачом.

### Моравски смиљевци
Сматра се да су Моравски смиљевци били незграпнији и већи од шумадијских, као и они у рудничком, чачанском и ужичком крају. 
У неким селима у околини Буковице Јоаким Вујић описује смиљевац капу окргулу као год бундева. На капу је било закачено цвеће, као и пауново перје. Поред тога на капу су били зашивени новчићи. Била је начиљена од беле лозе исплетене у виду округле корпе, опшивене платном. Смиљевац је био већих димензија и изгледао је као заобљени калотасти шешир чија је средина била шупља. 
Јагодински смиљевци су имали са леве и десне стране пришивене дебеле плетенице од вуне или чак у неким случајевима од туђе косе које су допирале до браде. У себи плетенице су могли бити накићени талирима или цванцизима. Овај смиљевац је у основи имао мању капу је на себи имала нашивено перје ћурке које је штрчало око главе. Иза перја налазило се цвеће и смиље као и дугачак превез који пада низ леђа. Испод плетеница налазиле су се и свилене траке са кићанкама које су на унутрашњој страни имала нашивена мала огледалца.
У моравским крајевима су се такође могли наћи типови смиљевца попут ресавских или личких. 

### Ресавски смиљевци
Ресавски смиљевци су били нешто другачијег облика. Они су се уместо у висину били раскошнији у ширину. Тако су, на свом централном делу полукруга, у виду розета били асприци (врста новца). На крајевима полукруга висиле су кићанке са новчићима. Ове капе имале су подрбадник који је такође био окићен ситним новчићима. Поред новчића овај смиљевац био је украшен цвећем и перјем и имао је мараму којом је прекриван задњи део главе и леђа.

### Смиљевци у Београду, Аранђеловцу и Крагујевцу
Смиљевци у околини Београда, Аранђеловца, па све до Крагујевца били су карактеристични по другачијем облику. Ова капа је подсећала на неку врсту високе калуђерске капе, односно уместо у ширину највећим делом је кићена у висину. Имала је неколико низова блиско нашивених новчића у доњем делу. Потом је навише у средишњем делу имала нашивено смиље, траве и друго цвеће, да би на врху на комаду коже било нашивано пауново перје у већем броју. Као и сви други смиљевци имала је подбрадник који је помагао капи да не падне.

## Обичаји
Ова врста капа спада у такозване невестинске капе и везује се за жене које се удају. У различитим крајевима Србије припрема, даривање, као и обичај колико дуго се носи смиљевац се значајно разликовао. Тако постоје предања у којима је жена дужна да носи капу смиљевац док не затрудни, док је у другима обичај налагао да је млада мора носити до четрдесет дана  по венчању. 

Поред обичаја ношења интресантни су и обичаји припреме и прављења самог смиљевца. Наиме у неким крајевима смиљевце су правиле млада и другарице.
"Набере се босиљак, смиље, кичица, мајкина душица, нана и рудача, пробере се перје из крила и репова петлова и ћурана, а богатије и од пауна; спреми се и  доста сребрног новца, као и по која игла трепетљика, пеишан, куповне руже, ђиншуве , копче и друго. Све изабране траве прошију се у једну густу љесу, која у полукругу иде око главе."
Кроз сам процес израде стварали су се и нови народни обичаји и народне умотворине па су остала и предања о веселој причи и песми "Смиљана смиљ носила, смиљ носила па се поносила". 
Сматра се да су по престанку ношења ове капе, новчићи рашивани и употребљавани при изради других капа за удате жене.Удате жене су често носиле конђе - једноставније оглавље у виду плиће капе са марамом и траком које падају дуж леђа.